# Sobekhotep I
Sobekhotep I (fl. XVIII-XVII secolo a.C.) è stato un faraone della XIII dinastia egizia.

## Biografia
Questo sovrano, che secondo il Canone Reale doveva essere il dodicesimo della dinastia, appare anche nella Sala degli antenati di Thutmose III ed è conosciuto soprattutto per i resti di una piccola cappella, dedicata ad Osiride proveniente da Abido.
Il significato del nome Horo, "Colui che ha unito le Due Terre", potrebbe far pensare che questo sovrano abbia almeno tentato di opporsi alla frantumazione del potere centrale ormai in atto da alcuni decenni, ma questa è solo un'ipotesi non supportata da fonti certe.
Nel Canone Reale il nome è seguito da 
| G39 | HASH |

sa ... - figlio di ...

questa formula era spesso usata quando il sovrano non era figlio del re precedente.

## Liste reali
| N5 | N28 | S34 |

| N5 | N28 | S34 |

| N5 | N28 | S34 |

| N5 | N28 | S34 |

| N5 | N28 | S34 |

| N5 | N28 | S34 |

| N5 | N28 | S34 |

| N5 | N28 | S34 |

| N5 | I4 | HASH | p |

| N5 | I4 | HASH | p |

| N5 | I4 | HASH | p |

| N5 | I4 | HASH | p |

| N5 | I4 | HASH | p |

| N5 | I4 | HASH | p |

| N5 | I4 | HASH | p |

| N5 | I4 | HASH | p |

## Titolatura
| G5 |

| G5 |

| F36 | N18 · N18 · N23 · N23 |

| F36 | N18 · N18 · N23 · N23 |

| F36 | N18 · N18 · N23 · N23 |

| F36 | N18 · N18 · N23 · N23 |

| F36 | N18 · N18 · N23 · N23 |

| F36 | N18 · N18 · N23 · N23 |

| F36 | N18 · N18 · N23 · N23 |

| F36 | N18 · N18 · N23 · N23 |

| G16 |

| G16 |

| R11 | R11 | N28 · D36 · Z2 |

| R11 | R11 | N28 · D36 · Z2 |

| G8 |

| G8 |

| D28 · Z2 | R8A |

| D28 · Z2 | R8A |

| M23 · X1 | L2 · X1 |

| M23 · X1 | L2 · X1 |

| N5 | N28 | S34 |

| N5 | N28 | S34 |

| N5 | N28 | S34 |

| N5 | N28 | S34 |

| N5 | N28 | S34 |

| N5 | N28 | S34 |

| N5 | N28 | S34 |

| N5 | N28 | S34 |

| G39 | N5 |

| G39 | N5 |

| I4 | R4 · t · p |

| I4 | R4 · t · p |

| I4 | R4 · t · p |

| I4 | R4 · t · p |

| I4 | R4 · t · p |

| I4 | R4 · t · p |

| I4 | R4 · t · p |

| I4 | R4 · t · p |